# شهرستان لوکوویت
شهرستان لوکوویت (به بلغاری: Lukovit Municipality) یک شهرستان در بلغارستان است که در استان لووچ واقع شده‌است. شهرستان لوکوویت ۴۵۴٫۲۲ کیلومتر مربع مساحت و ۱۹٬۴۶۹ نفر جمعیت دارد.